# Allisyn Ashley Arm
Allisyn Ashley Arm, ameriška filmska ter televizijska igralka, *25. april 1996, Rhode Island, Združene države Amerike.

## Zgodnje in zasebno življenje
Allisyn Ashley Arm se je rodila 25. aprila 1996 v Rhode Islandu, Združene države Amerike. Za igranje se je začela zanimati že zelo zgodaj in z njim je začela v reklamah pri komaj dveh letih. Na YouTubu vodi svojo oddajo z naslovom »What-What-What TV«.

## Kariera
Allisyn Ashley Arm je s svojo igralsko kariero začela pri dveh letih, torej leta 1998 v raznih reklamah. Do danes je posnela že več kot 40 reklam. Istega leta (1998) je posnela tudi film Sod amontiliad.
Leta 2002 je pri štirih letih igrala v televizijski seriji Strong Medicine, leta 2003 v televizijskih serijah Miracles, Prijatelji, 10 - 8: Policaji na delu in Naša sodnica, leta 2004 pa v filmu Odbita sedmina.
Leta 2005 je se pojavi v filmu Glavni v hiši in televizijskih serijah Still Standing ter Inconceivable, leta 2006 v televizijskih serijah Dive Olly Dive! in Vanished, leta 2007 pa v televizijski seriji Back to You ter filmih Kralj Kalifornije, Greetings from Earth in Woodcock.
Leta 2008 igra v televizijski seriji Disney Channel's Totally New Year 2008 in filmu Super Dave, leta 2009 pa začne s snemanjem televizijske serije Sonny With A Chance ob Demi Lovato, Tiffany Thornton, Sterlingu Knightu, Brandonu Mychalu Smithu in Dougu Brochu, ki jo snema še danes. Igrala je tudi v promociji televizijske serije, v videospotu za pesem Demi Lovato, »La La Land«.

## Filmografija

### Filmi
| Leto | Naslov               | Vloga             | Opombe |
| ---- | -------------------- | ----------------- | ------ |
| 1998 | Sod amontiliad       | Montressorova hči |        |
| 2004 | Odbita sedmina       | Collinova hči     |        |
| 2005 | Glavni v hiši        | Charlotte Tulaire |        |
| 2007 | Kralji Kalifornije   | Miranda - 9 let   |        |
| 2007 | Greetings from Earth | Majhna deklica    |        |
| 2007 | Woodcock             | Dekle             |        |
| 2008 | Super Dave           | Dekle             |        |

### Televizija
| Year       | Title                                  | Role           | Notes                                 |
| ---------- | -------------------------------------- | -------------- | ------------------------------------- |
| 2002       | Strong Medicine                        | Wendy Withers  | 1 epizoda: Outcomes                   |
| 2003       | Miracles                               | Amelia Wye     | 1 epizoda: Little Miss Lost           |
| 2003       | Prijatelji                             | Leslie Buffay  | 1 epizoda: The One Where Ross Is Fine |
| 2003       | Naša sodnica                           | Molly Maddox   | 1 epizoda: Ex Parte of Five           |
| 2003       | 10 - 8: Policaji na delu               | Majhna deklica | 1 epizoda: Late for School            |
| 2005       | Still Standing                         | Ella           | 1 epizoda: Still Holding              |
| 2005       | Inconceivable                          | Lexie          | 1 epizoda: To Surrogate, with Love    |
| 2006       | Dive Olly Dive!                        | Beth           | 6 epizod                              |
| 2006       | Vanished                               | Violet         | 1 epizoda: Warm Springs               |
| 2007       | Back to You                            | Otrok #1       | 1 epizoda: Gracie's Bully             |
| 2008       | Disney Channel's Totally New Year 2008 | Ona            |                                       |
| 2009-danes | Sonny With a Chance                    | Zora Lancaster | Eden izmed glavnih likov              |